# Гравеланд
'с-Гравеланд (нід. 's-Graveland) — село в нідерландській провінції Північна Голландія. Входить до муніципалітету Вейдемерен.
Його площа становить 5,55 км², а населення станом на 2021 рік складало 1 320 осіб.
Перша згадка про населений пункт датується 1634 роком.
До 1 січня 2002 року мало статус окремого муніципалітету.

## Визначні уродженці
- Тьялінг Купманс (1910–1985) — економіст. Лауреат Нобелівської премії з економіки 1975
- Густав Леонгардт (1928-2012) — клавесинист, органіст, диригент, музикознавець і педагог